# 名著講義
『名著講義』（めいちょこうぎ）は、数学者の藤原正彦がお茶の水女子大学で担当した読書ゼミの講義記録をまとめた書籍である。ゼミの内容は藤原と女子大生とのディスカッションを記録した部分と、「講義を終えて」と第された藤原による感想・解説とから成る。

## 概要
藤原正彦はお茶の水女子大学で新入生を対象にした読書ゼミを担当してきた。読書ゼミは定員が20名であり、ほぼ毎年、抽選で学生が選ばれた。学生に対する受講条件は以下の2つである。
1. 受講者は毎週一冊の文庫を読む根性があること
2. 受講者は毎週一冊の文庫を買う財力があること

藤原は毎週一冊の文庫を指定し、学生は毎週その文庫を読み、感想文をレポートとして提出する。講義では藤原と学生がディスカッションをおこない、藤原は感想文を添削してコメントを付けて返却する。藤原は読書ゼミの目的として以下のように述べている。
そして藤原は読書ゼミの影響を以下のよう記している。
セミを受講した学生は「読書の愉しみに初めて気付きました」とか「書棚にずらっと並んだ青帯の岩波文庫は私の勲章です」とかの感想を寄せている。
本書の内容は『文藝春秋』誌に掲載された記事がもとになっている。連載された当時に『文藝春秋』の20歳代末の女性編集者だった幸脇啓子がジーンズをはくなど若づくりして女子大生になりすまして、ゼミのディスカッションを録音したテープをもとにして作成された。

## 書誌情報
『名著講義』は月刊誌『文藝春秋』の2008年（平成20年）10月号から2009年（平成21年）9月号に11回にわたって連載された同名の記事が元になっている。単行本は、11回分の連載記事に、2009年（平成21年）5月号に掲載された藤原の最終講義の記事を追加して、2009年（平成21年）12月10日に文藝春秋社から出版された。さらに、2012年（平成24年）5月10日に文庫版が文春文庫に収録された。

### 初出記事
- 藤原正彦「名著講義（新連載・1）新渡戸稲造『武士道』」『文藝春秋』第86巻第11号、文藝春秋、2008年10月、200-213頁。
- 藤原正彦「名著講義（2）内村鑑三『余は如何にして基督信徒となりし乎』」『文藝春秋』第86巻第13号、文藝春秋、2008年11月、298-311頁。
- 藤原正彦「名著講義（3）福沢諭吉『学問のすゝめ』」『文藝春秋』第86巻第15号、文藝春秋、2008年12月、324-337頁。
- 藤原正彦「名著講義（4）『きけ わだつみのこえ』」『文藝春秋』第87巻第1号、文藝春秋、2009年1月、374-387頁。
- 藤原正彦「名著講義（5）『逝きし世の面影』」『文藝春秋』第87巻第2号、文藝春秋、2009年2月、382-395頁。
- 藤原正彦「名著講義（6）山川菊栄『武家の女性』」『文藝春秋』第87巻第3号、文藝春秋、2009年3月、386-399頁。
- 藤原正彦「名著講義（7）内村鑑三『代表的日本人』」『文藝春秋』第87巻第4号、文藝春秋、2009年4月、348-361頁。
- 藤原正彦「父・新田次郎の背を追って――感動の退官講演　生きることは創ること」『文藝春秋』第87巻第6号、文藝春秋、2009年5月、260-273頁。
- 藤原正彦「名著講義（8）無着成恭編『山びこ学校』」『文藝春秋』第87巻第7号、文藝春秋、2009年6月、362-375頁。
- 藤原正彦「名著講義（9）宮本常一『忘れられた日本人』」『文藝春秋』第87巻第8号、文藝春秋、2009年7月、368-381頁。
- 藤原正彦「名著講義（10）キャサリン・サンソム『東京に暮す』」『文藝春秋』第87巻第9号、文藝春秋、2009年8月、368-381頁。
- 藤原正彦「名著講義（最終回）福沢諭吉『福翁自伝』」『文藝春秋』第87巻第11号、文藝春秋、2009年9月、414-427頁。

### 単行本
南伸坊がカバー装画を担当している。
- 藤原正彦『名著講義』文藝春秋、2009年12月10日。ISBN 978-4-16-372020-3。

### 文庫本
岸本葉子の解説は雑誌『本の雑誌』2009年12月号に掲載された書評エッセイを収録したもので、「本の雑誌WEB」で公開されている。
- 藤原正彦『名著講義』岸本葉子 解説、文藝春秋〈文春文庫 ふ26-3〉、2012年5月10日。ISBN 978-4-16-774903-3。

## 関連文献
名著講義において名著として取り上げられた文献を記す。ほとんどの文献は岩波文庫の青版である。
1. 新渡戸稲造『武士道』矢内原忠雄 訳（第91刷改版）、岩波書店〈岩波文庫 青118-1〉、2007年4月5日（原著1938年10月15日）。ISBN 4-00-331181-7。
2. 内村鑑三『余は如何にして 基督信徒となりし乎』鈴木俊郎 訳、岩波書店〈岩波文庫 青119-2〉、1978年（原著1939年12月15日）。ISBN 4-00-331192-2。
3. 福沢諭吉『学問のすゝめ』小泉信三 解説（第90刷改版）、岩波書店〈岩波文庫 青102-3〉、2008年12月4日（原著1942年12月21日）。ISBN 4-00-331023-3。
4. 『新版　きけ　わだつみのこえ』（第8刷改訂）岩波書店〈岩波文庫 青157-1〉、1999年10月（原著1995年12月18日）。ISBN 4-00-331571-5。
5. 渡辺京二『逝きし世の面影』平凡社〈平凡社ライブラリー 552〉、2005年9月。ISBN 978-4-582-76552-6。
6. 山川菊栄『武家の女性』芳賀徹 解説、岩波書店〈岩波文庫 青162-1〉、1983年4月16日。ISBN 4-00-331621-5。
7. 内村鑑三『代表的日本人』鈴木範久 訳、岩波書店〈岩波文庫 青119-3〉、1995年7月17日。ISBN 4-00-331193-0。
8. 無着成恭 編『山びこ学校』国分一太郎・鶴見和子 解説、岩波書店〈岩波文庫 青199-1〉、1995年7月17日（原著1951年）。ISBN 4-00-331991-5。
9. 宮本常一『忘れられた日本人』網野善彦 解説、岩波書店〈岩波文庫 青164-1〉、1984年5月16日。ISBN 4-00-331641-X。
10. キャサリン・サンソム『東京に暮す』大久保美春 訳、岩波書店〈岩波文庫 青466-1〉、1994年12月16日。ISBN 4-00-334661-0。
11. 福沢諭吉『新訂 福翁自伝』富田正文 校訂、小泉信三・富田正文 解説（再改版）、岩波書店〈岩波文庫 青102-2〉、2008年12月（原著1937年4月30日）。ISBN 4-00-331022-5。
12. 藤原正彦『若き数学者のアメリカ』（改版）新潮社〈新潮文庫〉、2003年6月。ISBN 4-10-124801-X。
13. 新田次郎、藤原正彦『孤愁 ＝ SAUDADE　サウダーデ』文藝春秋、2012年11月29日。ISBN 978-4-16-381740-8。